# Åke Ekstrand
Åke Gerhard Ekstrand, född 28 december 1846 i Gränna, Jönköpings län, död 9 april 1933 i Stockholm, var en svensk kemist och ämbetsman.
Ekstrand blev student vid Uppsala universitet 1865, filosofie kandidat 1872, docent i kemi vid Uppsala universitet 1875 och samma år filosofie doktor (primus). Såsom bysantinsk stipendiat studerade han 1877–1878 kemi vid Zürichs universitet och Münchens universitet. Han var 1879–1889 handelskemist i Uppsala, utnämndes 1889 till lärare vid Chalmers tekniska läroanstalt i Göteborg och var från 1890 byråingenjör vid Finansdepartementets kontroll- och justeringsbyrå, överingenjör 1907–1909 i Kontroll- och justeringsstyrelsen och 1909–1913 i Kontrollstyrelsen.
Hans förnämsta arbeten är Reten och några dess derivater (gradualavhandling 1875, på tyska i Liebigs Annalen, band 185, 1877) jämte ett par senare uppsatser över reten (i Vetenskapsakademiens översikt, 1876 och 1884), Bidrag till kännedomen om kolhydraten (i Vetenskapsakademiens översikt 1887–1889) samt ett flertal avhandlingar över naftalenderivat, huvudsakligen naftoesyror (i Vetenskaps akademiens översikt, 1879–1888). 
Dessutom författade Ekstrand i egenskap av handelskemist och byråingenjör många skrifter och artiklar av praktiskt innehåll, till exempel om sockerskatt (i Lantbruksakademiens handlingar 1905), om denaturering av sprit (i Svensk kemisk tidskrift, 1893–1901), om maltdrycksindustrin (i Svensk kemisk tidskrift, 1893, 1897, 1898). I samlingsverket "Sveriges land och folk" (1901) skrev han större delen av "Tillverkningsindustrien", vidare till största delen de svenska katalogerna vid världsutställningarna i Paris 1900 och i Liège 1905.
Från 1893 redaktör av Svensk kemisk tidskrift lade Ekstrand mer mycket förtjänstfullt arbete på tidskriften, och han publicerade där, i inhemska och utländska facktidskrifter samt i mötesförhandlingar och i form av reseberättelser ett stort antal uppsatser och referat över kemisk industri och kemins utveckling.
Ekstrand var ledamot av Lantbruksakademien (1896) och Vetenskapsakademien (1903), 1920–1921 akademiens preses samt ledamot av Nobelkommittén för kemi 1913–1924. Han var prisdomare vid flera utställningar (exempelvis i Stockholm 1897 och i Paris 1900) samt ledamot av 1903 års sockerbeskattnings- och tobaksbeskattningskommittéer.